# National Rugby League 2006
La National Rugby League de 2006 fue la 99.ª edición del torneo de rugby league más importante de Australia y Nueva Zelanda.

## Formato
Los clubes se enfrentaron en una fase regular de todos contra todos, los ocho equipos mejor ubicados al terminar esta fase clasificaron a la postemporada.
Se otorgaron 2 puntos por el triunfo, 1 por el empate y ninguno por la derrota.

## Desarrollo

### Tabla de posiciones
| Pos. | Equipo                        | Encuentros | Encuentros | Encuentros | Encuentros | Tantos | Tantos | Tantos | Puntos |
| Pos. | Equipo                        | PJ         | PG         | PE         | PP         | F      | C      | Dif    | Puntos |
| ---- | ----------------------------- | ---------- | ---------- | ---------- | ---------- | ------ | ------ | ------ | ------ |
| 1    | Melbourne Storm               | 24         | 20         | 0          | 4          | 605    | 404    | +201   | 44     |
| 2    | Canterbury-Bankstown Bulldogs | 24         | 16         | 0          | 8          | 608    | 468    | +140   | 36     |
| 3    | Brisbane Broncos              | 24         | 14         | 0          | 10         | 497    | 392    | +105   | 32     |
| 4    | Newcastle Knights             | 24         | 14         | 0          | 10         | 608    | 538    | +70    | 32     |
| 5    | Manly-Warringah Sea Eagles    | 24         | 14         | 0          | 10         | 534    | 493    | +41    | 32     |
| 6    | St. George Illawarra Dragons  | 24         | 14         | 0          | 10         | 519    | 481    | +38    | 32     |
| 7    | Canberra Raiders              | 24         | 13         | 0          | 11         | 525    | 573    | -48    | 30     |
| 8    | Parramatta Eels               | 24         | 12         | 0          | 12         | 506    | 483    | +23    | 28     |
| 9    | North Queensland Cowboys      | 24         | 11         | 0          | 13         | 450    | 463    | -13    | 26     |
| 10   | New Zealand Warriors          | 24         | 12         | 0          | 12         | 552    | 463    | +89    | 24     |
| 11   | Wests Tigers                  | 24         | 10         | 0          | 14         | 490    | 565    | -75    | 24     |
| 12   | Penrith Panthers              | 24         | 10         | 0          | 14         | 510    | 587    | -77    | 24     |
| 13   | Cronulla-Sutherland Sharks    | 24         | 9          | 0          | 15         | 515    | 544    | -29    | 22     |
| 14   | Sydney Roosters               | 24         | 8          | 0          | 16         | 528    | 650    | -122   | 20     |
| 15   | South Sydney Rabbitohs        | 24         | 3          | 0          | 21         | 429    | 772    | -343   | 10     |

|  | Postemporada. |

### Postemporada

#### Finales de clasificación
| 8 de septiembre | Newcastle Knights | 25 - 18 | Manly-Warringah Sea Eagles |  |  |

| 9 de septiembre | Brisbane Broncos | 4 - 20 | St. George Illawarra Dragons |  |  |

| 9 de septiembre | Canterbury-Bankstown Bulldogs | 30 - 12 | Canberra Raiders |  |  |

| 10 de septiembre | Melbourne Storm | 12 - 6 | Parramatta Eels |  |  |

#### Semifinal
| 15 de septiembre | St. George Illawarra Dragons | 28 - 0 | Manly-Warringah Sea Eagles |  |  |

| 16 de septiembre | Newcastle Knights | 6 - 50 | Brisbane Broncos |  |  |

#### Finales premilinares
| 22 de septiembre | Canterbury-Bankstown Bulldogs | 20 - 37 | Brisbane Broncos |  |  |

| 23 de septiembre | Melbourne Storm | 24 - 10 | St. George Illawarra Dragons |  |  |

#### Final
| 1 de octubre | Melbourne Storm | 8 - 15 | Brisbane Broncos | ANZ Stadium, Sídney             |  |
|              |                 |        |                  | Asistencia: 79.609 espectadores |  |

| Bandera de Australia     |
| Campeón Brisbane Broncos |
| Sexto título             |